# Polowa Góra
Polowa Góra – wzgórze o wysokości 347 m n.p.m. Znajduje się na Wyżynie Olkuskiej w Bukownie (Bór Biskupi) w województwie małopolskim.